# یانیک گویون
یانیک گویون (انگلیسی: Yannick Goyon؛ زادهٔ ۲۲ ژوئن ۱۹۸۱) بازیکن فوتبال اهل فرانسه است.